# Малое Лунино
Малое Лунино — деревня в Кадомском районе Рязанской области. Входит в Кадомское городское поселение.

## География
Находится в восточной части Рязанской области на расстоянии приблизительно 3 км на запад-северо-запад по прямой от районного центра поселка Кадом.

## История
В 1862 году здесь (тогда деревня Темниковского уезда Тамбовской губернии) было учтено 11 дворов.

## Население
| 1984 | 2010 | 2023 |
| ---- | ---- | ---- |
| 40   | ↘0   | →0   |

Численность населения: 82 человека (1862 год), 356 (1914), 12 в 2002 году (русские 100 %), 0 в 2010.